# Liberty Replacement Ship
Der Begriff Liberty Replacement Ship, zu deutsch Liberty-Ersatzschiff, bezeichnet eine Reihe von Standard-Frachtschiffstypen, welche ab Mitte der 1960er Jahre als Ersatz für die damals alternde Flotte der Liberty-Frachter und Victory-Schiffe entwickelt wurden.

## Geschichte
Die ersten Entwürfe zu Liberty-Ersatzschiffen waren die schon ab Anfang der 1950er Jahre im Auftrag der US-amerikanischen Marinebehörde MARAD gebauten Typen C3-S-DX1 (Schuyler Otis Bland) und C4-S-1a (Mariner-Klasse). Die beiden technisch anspruchsvollen Entwürfe für schnelle Linien-Stückgutschiffe fußten auf von der US-Navy schon während des Zweiten Weltkriegs angestellten Überlegungen und hatten anders als die später bekannt gewordenen Liberty-Ersatztypen einen militärischen Hintergrund.
Anders stellte sich die Situation der Trampschifffahrt, Mitte der 1960er Jahre dar. Es fuhren noch ungefähr 700 der insgesamt etwa 3300 produzierten Liberty- und Victory-Standardfrachter sowie einige andere während des Zweiten Weltkriegs gebaute Frachtschiffe in der damaligen Welthandelsflotte. Sogar die jüngsten von ihnen waren inzwischen 20 Jahre und älter, und die Mängel in ihrer Konstruktion und der Verarbeitung führten während ihres Betriebs in den Nachkriegsjahren zu überdurchschnittlich hohen Verlusten. Ab Anfang der 1960er Jahre schnellte der Anteil dieser Schiffsverluste nochmals stark nach oben, woraufhin sich ab Mitte der 1960er Jahre sowohl den Reedereien als auch den Werften die Frage eines Ersatzes dieser Schiffe stellte, die in absehbarer Zeit das Ende ihrer Einsatzdauer erreichen würden.
Die großen Umwälzungen im Seeschiffsverkehr, hervorgerufen durch das Erscheinen von Containerschiffen und Massengutfrachtern, welche die Stückgutschiffe später nahezu völlig ersetzen würden, waren zu diesem Zeitpunkt noch nicht als solche vorhersehbar, so dass das klassische Stückgutschiff, welches in der damaligen Form seit der Jahrhundertwende mit verhältnismäßig wenigen Änderungen gebaut wurde, noch immer aktuell erschien.
Es war angesichts dieses lukrativ erscheinenden Ersatzbedarfs des Schiffbaumarktes wenig überraschend, dass sich Werften weltweit gegen Ende der 1960er Jahre daran machten, Entwürfe für den Ersatz der Liberty- und Victory-Schiffe zu entwickeln, die sich bei ihren Plänen an Zwischendeckern mit eigenem Ladegeschirr und ca. 15.000 Tonnen Tragfähigkeit orientierten. Diese konservative Bauform war zweifellos auch der Tatsache geschuldet, das die meisten der noch fahrenden Liberty- und Victory-Schiffe zu diesem Zeitpunkt durch eher kleine Trampschiff-Reedereien mit beschränkten Mitteln betrieben wurden. Der Fokus der Werften lag auf diesen kleinen Reedereien, für die zu jenem Zeitpunkt Neubauten eines völlig neuartigen oder wesentlich größeren Schiffstyps, nur schwer finanzierbar gewesen wären.
Die größtenteils sehr erfolgreichen Schiffserien wurden, zum Teil mit wesentlichen Anpassungen, bis in die späten 1980er Jahre gebaut, die darauf aufbauenden Folgetypen zum Teil sogar noch darüber hinaus.

## Übersicht
| Liberty-Ersatzschiffstypen (Auswahl) | Liberty-Ersatzschiffstypen (Auswahl) | Liberty-Ersatzschiffstypen (Auswahl) | Liberty-Ersatzschiffstypen (Auswahl) |
| Name                                 | Werften | Bauzeit                              | Anzahl                               |
| ------------------------------------ | --- | ------------------------------------ | ------------------------------------ |
| Mariner                              | Sun Shipbuilding, Newport News Shipbuilding | 1951 bis 1955                        | 29                                   |
| Freedom                              | Ishikawajima Harima, Astilleros de Cadiz | 1967 bis 1970er                      | 176/26                               |
| SD-14                                | Austin & Pickersgill, Bartram & Sons, Skaramanga Shipyard, Companhia Comércio e Navegação, Robb Caledon Shipbuilders, Astilleros y Fábricas Navales del Estado | 1967 bis 1988                        | 211                                  |
| Typ Pioneer                          | Flender-Werke, Blohm & Voss, Hindustan Shipyard | 1967 bis 1986                        | 19                                   |
| Mitsubishi Typ Commonwealth          | Mitsubishi Heavy Industries | 1967 bis 1969                        | 6                                    |
| Deutscher Mehrzweckfrachter          | Flensburger Schiffbau-Gesellschaft, Bremer Vulkan, Rickmers Werft                                                                                              | 1968 bis 1975                        | 52                                   |
| Mitsui Concord 18                    | Mitsui Zosensho, Osaka Zosenho, Nipponkai Heavy Industries | 1968 bis 1970er Jahre                | ?                                    |
| Unterweser                           | Schiffbau-Gesellschaft Unterweser | 1968 bis 1972                        | 11                                   |
| Rendsburg                            | Schiffswerft & Maschinenfabrik Paul Lindenau, Nobiskrug | 1969 bis 1975                        | 21                                   |
| Typ Unity                            | Cockerill | 1969 bis 1979                        | 8                                    |
| Trampko-Mehrzweckfrachter            | Orenstein & Koppel, Schlichting-Werft | 1969 bis 1978                        | 33                                   |
| Seebeck 36/36L                       | Seebeck-Werft, AG Weser | 1969 bis 1980                        | 61                                   |
| Mitsubishi MM14                      | Mitsubishi Heavy Industries | 1969 bis?                            | ?                                    |
| Mitsubishi Seatramp                  | Mitsubishi Heavy Industries | 1969 bis?                            | ?                                    |
| Typ Santa Fe                         | Astilleros Espanoles | 1970 bis 1979                        | ca. 50                               |
| Fortune                              | Ishikawajima Harima | 1970er                               | 62                                   |
| Friendship                           | Ishikawajima Harima | 1970er                               | ?                                    |